# Glacier d'Envers de Blaitière
Ne doit pas être confondu avec Glacier de Blaitière.
Le glacier d'Envers de Blaitière est un glacier de France situé dans le massif du Mont-Blanc, sur la commune de Chamonix-Mont-Blanc.
Le glacier nait sur la face est des aiguilles de Blaitière et du Plan, à plus de 3 000 mètres d'altitude et s'écoule vers l'est en direction du glacier du Tacul. Il est entouré par les glaciers des Pélerins à l'ouest, de Blaitière et des Nantillons au nord-ouest sur l'autre versant des aiguilles de Chamonix, de Trélaporte au nord-est, du Tacul à l'est et d'Envers du Plan au sud. Le refuge d'Envers des Aiguilles se trouve juste au nord-est du glacier et celui du Requin juste au sud-est.